# Rlevci
Rlevci (makedonska: Рлевци) är en ort i Nordmakedonien. Den ligger i kommunen Veles, i den centrala delen av landet, 30 kilometer sydost om huvudstaden Skopje. Rlevci ligger 541 meter över havet och antalet invånare är 124.